# アリ・マフディ・ムハンマド
アリ・マフディ・ムハンマド（ソマリ語: Cali Mahdi Maxamed, アラビア語: علي مهدي محمد, 英語: Ali Mahdi Muhammad、1939年 1月1日 - 2021年3月10日）は、ソマリアの実業家、政治家。ソマリア第3代大統領モハメド・シアド・バーレを武力で追放し、1991年1月に大統領就任を宣言。ただし実質的な権限はほとんどなかった。

## 経歴

### 世に出るまで
1939年にイタリア領ソマリランドのヴィラッジョ・ドゥーカ・デッリ・アブルッツィ（現在のジョハール）で生まれた。ハウィエの支族アブガルの出身でスンナ派の信徒。首都モガディシュでホテルを経営していた。

### 統一ソマリ会議
1970年代のソマリアでは、第3代大統領のモハメド・シアド・バーレがオガデン戦争に失敗し、その後クーデター未遂とされる事件が数件起こった。これらに与したとされる人物の多くが逮捕され、一部は海外に逃亡した。
1980年代の終わりになると、バーレ体制はかなりのほころびが目立つようになり、国中で抵抗運動が発生した。中でも、ハウィエ氏族が主体の軍閥・統一ソマリ会議 (USC) は地盤がモガディシュに近かったこともあり、大きな影響力を持った。
統一ソマリ会議は元々イタリアのローマでアリ・モハメド・ワーディグリーが設立した団体で、アリは有力メンバーの一人に過ぎなかった。途中から、インドに滞在していたモハメッド・ファッラ・アイディードが参加し、統一ソマリ会議軍事部門のトップに立った。1990年に統一ソマリ会議幹部のイスマエル・ジュマレ・オッソブレが死去すると、アリとアイディードは対立した。対立の原因には、ハウィエの出身支族が異なること（アリはアブガル支族、アイディードはハバル・ギディル支族）や立場の違い（事務畑のアリと軍事畑のアイディード）があった。

### ソマリア大統領
統一ソマリ会議は首都モガディシュに侵攻し、1991年1月にバーレ大統領は国外に逃亡する。モガディシュに入ったアリは、1月28日にソマリア第4代大統領就任を宣言した。1991年7月に行われたジブチ会議において、2年間の暫定大統領の立場を承認された。これによりジブチ、エジプト、イタリア、サウジアラビアなどからも承認を受けたが、ソマリアの他の軍閥の多くからは認められなかった。アイディードもまたこの宣言を認めず、11月17日、アリ派とアイディード派の間に戦闘が勃発した。
国連は仲介のため、まず1992年2月にアリとアイディードをニューヨークに招き、その結果両者は3月に停戦協定に合意した。これを機として、4月に国際連合ソマリア活動（UNOSOM）が開始された。しかしアイディードがUNOSOMに協力的ではなかったため、アメリカ軍主体の多国籍軍統一タスクフォース（UNITAF）が編成され、12月9日から「希望回復作戦」と呼ぶ作戦を開始した。その結果、12月28日にアリ派とアイディード派の休戦が成立。しかし結局戦闘は収まらず、第二次国際連合ソマリア活動も功を奏しなかった。1993年10月3日のモガディシュの戦闘をきっかけに国連の活動は衰退を見せる。まず、1994年3月にアメリカ軍がソマリアから撤退。さらに、残りの国連軍も1995年1月から3月にかけて撤退した。1995年6月にアイディードはソマリア大統領就任を宣言したが、アリとの抗争も依然として続いた。そのアイディードも翌年に死亡すると、ソマリアはさらなる無秩序状態に陥った。以後、アイディードの息子らが大統領就任を宣言するが、これも実効性がなかった。
2000年7月、ジブチにおいてソマリアの暫定大統領選挙が行われた。20人以上の候補者の中から、1次予選を通過した4人の内の1人にアリは選ばれたが、この時点で立候補を辞退した。2次予選でアリはアブディカシム・サラ・ハッサンに投票し、結果ハッサンが暫定大統領に選出された。この政府は暫定国民政府と呼ばれたが、結局ほとんど実権を持つことができなかった。
2002年11月にソマリ和解会議が隣国ケニアで開かれたが、交渉は決裂し、参加していたアリも途中で帰国した。
2004年、以前の暫定国民政府を取り込む形で暫定連邦政府が発足。アリは国民和解委員会（National Reconciliation Committee）の議長に選出された。2007年9月17日には、サウジアラビアのジッダにおいて、国民和解会議の和平協定に署名した。
2021年3月10日、新型コロナウイルス感染症（COVID-19）によりナイロビにて死去。82歳没。